# ريغي كريست
ريغي كريست (بالإنجليزية: Reggie Crist)‏ هو متزحلق جبال الألب أمريكي، ولد في 12 يوليو 1968.

## وصلات خارجية
- ريغي كريست على موقع الاتحاد الدولي للتزلج (التزلج على المنحدرات الثلجية) (الإنجليزية)
- ريغي كريست على موقع الاتحاد الدولي للتزلج (التزلج الحر) (الإنجليزية)
- ريغي كريست على موقع أوليمبيديا (الإنجليزية)